# 第九屆十大中文金曲得獎名單
第九屆十大中文金曲得獎名單列出1987年2月舉行之第九屆十大中文金曲頒獎音樂會的得獎名單。

## 十大中文金曲名單[1]
- 《幾許風雨》（主唱：羅文 作曲：佚名(秋世鎬) 填詞：小美）
- 《凝望》（主唱：陳百強 作曲：陳百強 填詞：鄭國江）
- 《愛將》（主唱：梅艷芳 (作曲：鈴木喜三郎 填詞：潘偉源）
- 《心思思》（主唱：許冠傑 作曲：Terry Britten（英语：Terry Britten） / Lynsey de Paul（英语：Lynsey de Paul） 填詞：林振強）
- 《無言感激》（主唱：譚詠麟 作曲：神林早人 / 深澤德 填詞：小美）
- 《朋友》（主唱：譚詠麟 作曲：芹澤廣明（日语：芹澤廣明） 填詞：向雪懷）
- 《月半彎》（主唱：張學友 作曲：玉置浩二 填詞：卡龍）
- 《海上花》（主唱：甄妮 作曲：羅大佑 填詞：羅大佑）
- 《阿Lam日記》（主唱：林子祥 (作曲：Garcia, Enrique) 填詞：林子祥）
- 《當年情》（主唱：張國榮 作曲：顧嘉煇 填詞：黃霑）

| 001 | 欲斷難斷        | 陳美玲                 |
| 002 | 朋友            | 譚詠麟                 |
| 003 | 這一個夜        | 林子祥                 |
| 004 | 冰山大火        | 梅艷芳                 |
| 005 | 暴風女神Lorelei | 譚詠麟                 |
| 006 | 冬              | 徐小鳳                 |
| 007 | 絕對空虛        | 蔡楓華                 |
| 008 | AMOUR           | 張學友                 |
| 009 | 把歌談心        | 林姍姍                 |
| 010 | 心思思          | 許冠傑                 |
| 011 | 誰令你心痴      | 張國榮、陳潔靈         |
| 012 | 月半彎          | 張學友                 |
| 013 | 幾許風雨        | 羅文                   |
| 014 | 最後的玫瑰      | 甄妮                   |
| 015 | 放縱            | 林憶蓮                 |
| 016 | 偷心者          | 張學友                 |
| 017 | Stand up        | 張國榮                 |
| 018 | 情變            | 鍾鎮濤                 |
| 019 | 黑色午夜        | 張國榮                 |
| 020 | 千個太陽        | 葉德嫻、陳潔靈         |
| 021 | 秦始皇          | 羅嘉良                 |
| 022 | 雨夜鋼琴        | 林志美                 |
| 023 | 跳舞街          | 陳慧嫻                 |
| 024 | 當我想起你      | 陳百強                 |
| 025 | 躲藏的眼睛      | 周啟生                 |
| 026 | 陪著你走        | 盧冠廷、劉天蘭         |
| 027 | 蚌的啟示        | 關正傑、區瑞強、盧冠廷 |
| 028 | 亞Lam日記       | 林子祥                 |
| 029 | 第一滴淚        | 譚詠麟                 |
| 030 | 留下的雨傘      | 區瑞強                 |
| 031 | 和平之歌        | 群星                   |
| 032 | 身體哭泣        | 甄妮                   |
| 033 | 霧夜            | 林姍姍                 |
| 034 | 無言感激        | 譚詠麟                 |
| 035 | Cha Cha Cha     | 葉蒨文                 |
| 036 | 傷心的我        | 鄺美雲                 |
| 037 | 我的妹妹        | 許冠傑                 |
| 038 | 凝望            | 陳百強                 |
| 039 | 當年情          | 張國榮                 |
| 040 | 迷途            | 太極樂隊               |
| 041 | 吸煙的女人      | Raidas                 |
| 042 | 不想見你        | 何嘉麗                 |
| 043 | 光照萬世        | 鄭少秋                 |
| 044 | 愛將            | 梅艷芳                 |
| 045 | 有誰共鳴        | 張國榮                 |
| 046 | 夢飛行          | 徐小鳳                 |
| 047 | 海上花          | 甄妮                   |
| 048 | 相愛            | 張學友                 |
| 049 | 誰又欠了誰      | 徐小鳳                 |

## 最有前途新人獎[1]
- 金獎：太極樂隊 （迷途）
- 銀獎：達明一派 （迷惘夜車）
- 銅獎：郭小霖 （傳電美人）
- 決賽：倫永亮（愛在無限天方）、Raidas（吸煙的女人）、上山安娜（小野貓）

## 其他獎項[1]
- 最佳中文（流行）歌曲獎 《最愛是誰》（盧冠廷）
- 最佳中文（流行）歌詞獎 《幾許風雨》（小美）
- CD雷射大獎《償還》（鄧麗君）
- 最佳唱片監製獎《最愛》（林子祥）
- 最佳編曲獎《千個太陽》（羅迪）
- 最佳唱片封套設計獎《葉德嫻 千個太陽》（劉天蘭）
- 最有創意歌曲獎《歌詞》（潘光沛）
- 最受歡迎演出中文歌曲獎《愛情陷阱》（譚詠麟）
- IFPI 大獎 譚詠麟
- 金針獎 唐滌生